# Madoniscus termitis
Madoniscus termitis là một loài chân đều trong họ Styloniscidae. Loài này được Paulian de Felice miêu tả khoa học năm 1950.